# Selbitz (Elbtal)
Selbitz (Elbtal) este o comună din landul Saxonia-Anhalt, Germania.